# Adelaide Casely-Hayford
Adelaide Casely-Hayford (Freetown, 2 de junho de 1868 - Freetown, 24 de janeiro de 1960), foi uma advogada e ativista do nacionalismo cultural, professora, escritora de ficção e feminista serra-leonesa. Comprometida com o serviço público, trabalhou para melhorar as condições de homens e mulheres negras. Como pioneira da educação das mulheres em Serra Leoa, ela desempenhou um papel fundamental na popularização da política pan-africanista e feminista no início de 1900. Ela montou uma Escola Vocacional e de Treinamento para Meninas em Freetown em 1923, visando instilar orgulho cultural e racial para os serra-leoneses sob o domínio colonial. Em busca da identidade nacional e do patrimônio cultural de Serra Leoa, ela tornou-se notável também ao usar trajes tradicionais africanos em 1925 para participar de uma recepção em homenagem ao Príncipe de Gales.